# بريوم
البريوم او صُرخب (الاسم العلمي: Bryum) هي جنس من النباتات يتبع فصيلة البريوية من رتبة البريويات.